# Allendale (Missouri)
Allendale és una població dels Estats Units a l'estat de Missouri. Segons el cens del 2000 tenia 54 habitants.

## Demografia
Segons el cens del 2000, Allendale tenia 54 habitants, 26 habitatges, i 15 famílies. La densitat de població era de 36,6 habitants per km².
Dels 26 habitatges en un 15,4% hi vivien nens de menys de 18 anys, en un 53,8% hi vivien parelles casades, en un 3,8% dones solteres, i en un 42,3% no eren unitats familiars. En el 34,6% dels habitatges hi vivien persones soles el 19,2% de les quals corresponia a persones de 65 anys o més que vivien soles. El nombre mitjà de persones vivint en cada habitatge era de 2,08 i el nombre mitjà de persones que vivien en cada família era de 2,73.
Per edats la població es repartia de la següent manera: un 16,7% tenia menys de 18 anys, un 3,7% entre 18 i 24, un 24,1% entre 25 i 44, un 31,5% de 45 a 60 i un 24,1% 65 anys o més.
L'edat mediana era de 51 anys. Per cada 100 dones de 18 o més anys hi havia 104,5 homes.
La renda mediana per habitatge era de 30.833 $ i la renda mediana per família de 35.625 $. Els homes tenien una renda mediana de 21.964 $ mentre que les dones 14.375 $. La renda per capita de la població era de 19.502 $. Entorn del 3,1% de les famílies i el 3,1% de la població estaven per davall del llindar de pobresa.

## Poblacions més properes
El següent diagrama mostra les poblacions més properes.